# Reinette L'Oranaise
Sultana Daoud (también conocida como  Reinette l'Oranaise o Reinette el Wahrania; Tiaret, Argelia francesa, 1918 – París, 17 de noviembre de 1998) fue una cantante argelina de origen judío, quien es considerada una de las principales artistas responsables por la preservación de la música andalusí, así como por introducir el género a audiencias europeas.

## Biografía
Nació en Tiaret, una ciudad al norte de Argelia cercana a Orán, hija de un rabino venido de Marruecos. . Habiendo quedado ciega debido a la viruela que padeció a la edad de dos años,  estudió en una escuela para ciegos en Argel, hasta que su madre le animó para tomar clases de música. Estudió con el violinista y cantante Saoud l'Oranais, quien le dio el apodo Reinette l'Oranaise ("Reinita de Orán"). Con él aprendió a tocar varios instrumentos, entre ellos el Oud y la darbuka, y aprendió además un gran número de canciones tradicionales de la música andalusí y del raï, las cuales interpretaba en los cafés de Darb, el barrio judío de Orán. Habiéndose mudado a París en 1938, regresó a Argelia durante el régimen de Vichy, evitando correr el mismo destino de Saoud l'Oranais, quien fue detenido en 1943, y enviado al campo de Sobibor, en Polonia.
De regreso en Orán, se unió a la orquesta de Radio Alger, dirigida por Meriem Fekkai, hasta que la independencia argelina acabó su carrera. Incapaz de encontrar trabajo en su país de origen, se refugió en Francia, presentándose en restaurantes y fiestas privadas para la comunidad judía norteafricana radicada en París.

## Resurgimiento
En la década de 1980, el creciente interés en la "World Music" hizo de ella el centro de atención de los medios franceses, en especial Radio Beur y el diario Libération, y una vez más se presentó ante grandes audiencias, cantando en árabe, tetuaní y era una respetable intérprete de chaâbi, cantando junto a estrellas de la música argelina de la talla de Cheik El Haj Mohammed El Anka, quien grabó más de 130 LPs, así como de Fadéla Dzirya, Meriem Fekkaï y Alice Fitoussi.

## Muerte
Sultana Daoud falleció en París en 1998. A su muerte, el gobierno francés le rindió honores en el Centro Cultural Argelino, en París.

## Honores recibidos
- Grand Prix du Disque (1995)
- Comandante de la Orden de las Artes y las Letras (póstumo, 1989)[2]

## Discografía
- Trésors de la chanson judéo-arabe (2006) (AKA Trésors de la Chanson Judéo-Arabe)
- Mémoires (2001)
- I wish I was Egyptian  (2000)
- Reinette l'Oranaise

Su versión de la canción "Qum Tara" fue utilizada en la película A la Place du Coeur (1998)